# 우각동역
우각동역(牛角洞驛)은 대한제국 경기도 인천부 부내면에 위치했던 경인선의 철도역이다. 1906년 폐지되었으며, 현재는 근처에 도원역이 있다.

## 역사
우각동역 일대는 1897년 3월 22일에 미국인 사업가 모스(James R. Morse)에 의하여 경인철도 기공식이 열렸던 자리이다. 경인철도는 원래 우각동역 서쪽에서 남쪽으로 향하여 지금의 신포동으로 이어질 예정이었으나, 일대의 토지를 소유한 일본인들의 반발로 지금과 같은 노선으로 결정되었다. 이러한 노선 변경이 급하게 이루어졌고, 1897년 3월 29일까지 기공식을 열어야 하는 상황에서, 기공식은 이미 노선이 확정되어 있던 우각동역 일대에서 열릴 수밖에 없었다고 연구자들은 판단하였다.
역 주변은 경인선 개통 당시 인천의 교외 지역으로, 마땅한 여객 수요가 없었다. 그럼에도 역이 설치된 이유는 미국공사 알렌(Horace N. Allen)의 별장이 우각동역 인근의 쇠뿔고개(우각현, 牛角峴) 위에 있었기 때문이라는 주장이 존재한다. 그러나 알렌이 귀국한 직후인 1906년 초에 우각동역은 폐지되었으며, 그 이유를 경인선의 부설권을 매수한 것이 일본인이기 때문으로 추측하기도 한다. 우각동역 앞뒤의 선로는 1908년 12월에 이설됨으로써 폐지된다.
우각동역이 있었던 자리는 현재 주소로 석정로-새천년로 삼거리 부근이다. 또한 이설 전의 선로는 현재 도로의 선형으로 남아 있는데, 서쪽부터 '석정로107번길 - 새천년로 2 - 박문삼거리 - 석정로162번길' 구간이다.

### 연혁
- 1899년 9월 18일: 경인선 인천~노량진 간 개통과 함께 영업 개시[6][7]
- 1906년 2월 10일: 폐지[8]